# María José García Cuevas
María José García Cuevas (Jaén, 18 de març de 1964) és una política i enginyera espanyola, diputada al Parlament de Catalunya en la IX i X legislatures.

## Biografia
És llicenciada en Enginyeria Industrial per la Universitat Politècnica de Madrid, especialitzada en tècniques energètiques. Ha treballat en l'anàlisi de seguretat de centrals nuclears i en la consultoria de gestió per a empreses i institucions en l'àmbit de l'energia, la indústria, la banca, els transports i l'Administració pública i els béns de consum.
Va ser candidata pel PPC a l'alcaldia de Porqueres (Pla de l'Estany) en les eleccions municipals de 2007 i a les eleccions generals de 2008 per la circumscripció de Girona.
En les eleccions al Parlament de Catalunya de 2010 va ser elegida diputada per la circumscripció de Barcelona i en les de 2012 va ser reelegida. Va ser secretària general del Grup Parlamentari del Partit Popular de Catalunya en el Parlament de Catalunya.